# أرون نيس
أرون نيس (بالإنجليزية: Aaron Ness) هو لاعب هوكي الجليد أمريكي، ولد في 18 مايو 1990 في روسو في دومينيكا.

## وصلات خارجية
- أرون نيس على موقع دوري الهوكي الوطني (الإنجليزية)
- أرون نيس على موقع الدوري الأمريكي لهوكي الجليد (الإنجليزية)
- أرون نيس على موقع EliteProspects.com (الإنجليزية)
- أرون نيس على موقع Eurohockey.com (الإنجليزية)
- أرون نيس على موقع HockeyDB.com (الإنجليزية)
- أرون نيس على موقع Hockey-Reference.com (الإنجليزية)
- أرون نيس على موقع أوليمبيديا (الإنجليزية)